# Allan Shivers
Robert Allan Shivers (* 5. Oktober 1907 in Lufkin, Texas; † 14. Januar 1985 in  Austin, Texas) war ein US-amerikanischer Politiker und von 1949 bis 1957 Gouverneur des Bundesstaates Texas.

## Frühe Jahre und politischer Aufstieg
Allan Shivers besuchte die öffentlichen Schulen seiner Heimat und arbeitete abends unter anderem in einer Sägemühle. Später studierte er an der University of Texas, an der er im Jahr 1933 sein juristisches Examen ablegte. Danach arbeitete er für kurze Zeit in seinem neuen Beruf. Shivers war Mitglied der Demokratischen Partei und wurde 1934 in den Senat von Texas gewählt. Seine Zeit in diesem Gremium wurde durch den Zweiten Weltkrieg unterbrochen, an dem Shivers als Offizier der US Army auf dem europäischen Kriegsschauplatz teilnahm. Bei Kriegsende hatte er den Rang eines Majors erreicht.

## Gouverneur von Texas
Nach dem Ende des Krieges wurde Shivers Manager der Firmen seines Schwiegervaters, der unter anderem im Obstanbau, dem Viehgeschäft und dem Bankwesen beteiligt war, und setzte seine politische Laufbahn in Texas fort. Im Jahr 1947 wurde er zum Vizegouverneur dieses Staates gewählt. Nach dem Tod von Gouverneur Beauford H. Jester am 11. Juli 1949 musste er als dessen Stellvertreter entsprechend der Staatsverfassung die angebrochene Amtszeit beenden. In den Jahren 1950, 1952 und 1954 wurde er jeweils von den Wählern bestätigt, so dass er zwischen dem 11. Juli 1949 und dem 15. Januar 1957 als Gouverneur regieren konnte. Bei der Wahl des Jahres 1952 wurde er sogar von den oppositionellen Republikanern unterstützt. In seiner Amtszeit wurde der Haushalt für die Krankenhäuser erhöht. Außerdem wurde eine Kommission für höhere Bildung geschaffen, die die Arbeit zwischen den Colleges und den Universitäten des Staates koordinierte. Die Renten für den öffentlichen Dienst wurden angehoben und das Straßennetz ausgebaut. Auf der anderen Seite wurde das aber mit Hilfe von Steuererhöhungen finanziert.
Auf Bundesebene überwarf er sich mit seiner Partei und Präsident Harry S. Truman. Bei den Präsidentschaftswahlen des Jahres 1952 sorgte er dafür, dass die Wahlmännerstimmen von Texas an den republikanischen Kandidaten Dwight D. Eisenhower übergingen. Als Gegenleistung wurden die Ansprüche des Staates Texas auf die sogenannten Tidelands, ein Ölförderungsgebiet, anerkannt. Über genau diesen Punkt war es mit Präsident Truman zum Bruch gekommen, der sich weigerte, die texanischen Ansprüche anzuerkennen. In der Folge wurde er in Texas in einen Skandal um die Veruntreuung von Geldern im Ausschuss zur Landvergabe an Veteranen verwickelt, der seinem Ansehen sehr schadete. Im Jahr 1956 verzichtete Shivers auf eine neuerliche Kandidatur.

## Weiterer Lebenslauf
Nach dem Ende seiner Gouverneurszeit zog sich Shivers aus der Politik zurück. Er ließ sich in Mission nieder und kümmerte sich um seine eigenen Geschäfte. Er war im Vorstand bzw. Aufsichtsrat zahlreicher Firmen und Banken. Zwischenzeitlich leitete er die US-Handelskammer. Außerdem unterstützte er die University of Texas durch private Initiativen zur Geldbeschaffung. Ex-Gouverneur Shivers starb im Januar 1985 überraschend an Herzversagen. Mit seiner Frau Marialice Shary hatte er vier Kinder.